# Jack Dangermond
Jack Dangermond (Redlands, 17 de setembro de 1945) é um magnata, empresário, cientista ambiental e filantrópo norte-americano. Em 1969, fundou a Esri, instituição que futuramente viria a se tornar a maior empresa no setor de Sistemas de Informações Geográficas (GIS) em todo o mundo. Em outubro de 2021, sua fortuna era estimada em 8,6 bilhões de dólares.
Atualmente, Dangermond atua como presidente da Esri e trabalha na sede da empresa na cidade de Redlands, no estado da Califórnia. Ele fundou a companhia pensando em desenvolver estudos de uso e ocupação do solo, contudo o foco de atuação derivou para o desenvolvimentos de softwares complexos baseados na tecnologia GIS. O mais conhecido sistema fabricado por sua empresa é a plataforma ArcGIS, a qual conta com ampla comunidade de usuários e uma rede de distribuidores e suporte técnico em todos os continentes do planeta.

## Biografia
Filho de imigrantes holandeses, Dangermond nasceu e cresceu na cidade californiana de Redlands. Seus pais eram proprietários de um viveiro de plantas na cidade.
Dangermond completou seus estudos de graduação em arquitetura na California State Polytechnic University, Pomona, uma universidade pública pertencente ao estado da Califórnia.  Em seguida, ele pós graduou-se em planejamento urbano pela Universidade de Minnesota e posteriormente alcançou o título de mestre em Arquitetura e Paisagismo pela Universidade de Harvard em 1969.
Neste período, sua experiência anterior com computação gráfica e análise espacial o  levaram a idealizar a criação da Esri, em conjunto com sua esposa Laura Dangermond.
Devido à importância de seu trabalho, Dangermond já foi agraciado com 13 títulos de doutor honoris causa.

## Filantropia
Em dezembro de 2017, Jack Dangermond e sua esposa Laura Dangermond doaram U$165 milhões para criar a Jack and Laura Dangermond Preserve na costa da Califórnia, consistindo na maior reserva ambiental particular já criada em todos os Estados Unidos da América.
Em janeiro de 2020, Dangermond doou U$3 milhões para os cofres do museu do município californiano de Redlands, sua cidade natal.

## Premiações
Dangermond já foi agraciado com diversas premiações, destacando: 
- Ordem van Oranje Nassau[11]
- Prêmio John Wesley Powell pela U.S. Geological Survey em 1996
- Medalha da Associação de Geógrafos Norte-Americanos em 1998
- Cullum Geographical Medal pela American Geographical Society em 1999[12]